# Daniel Peñaloza
Daniel Peñaloza  (Bogotá, Colombia; 17 de mayo de 2002) es un futbolista colombiano. Juega en la posición de extremo. Actualmente milita en el Independiente Medellín de la Categoría Primera A de Colombia.

## Récords
Daniel es el futbolista más joven en debutar con Tigres Fútbol Club; a los 13 años y 335 días. Jugó 10 minutos contra el Atlético Fútbol Club, además por 223 días es el segundo futbolista más joven en debutar en la B siendo superado solo por Radamel Falcao García.
Daniel es también el futbolista más joven en anotar gol con en el Tigres Fútbol Club; con 14 años y 4 días. El 21 de mayo de 2016 cuando le dio la victoria a su equipo 1-0 contra el Itagüí Leones.
Daniel es el cuarto jugador en debutar en la Primera División de fútbol Colombiano con 14 años y 348 días de edad detrás de Jhon Jairo Mosquera (14-257 días), Mauricio Alarcón (14-264 días), y James Rodríguez (14-313 días).

## Trayectoria
Fue descubierto por un entrenador de las divisiones menores del Tigres Fútbol Club a comienzos del 2015 con 11 años próximo a cumplir 12 años. Su gran nivel llamó la atención del DT del equipo profesional John Jairo Bodmer quien sin pensarlo dos veces lo ascendió al primer equipo. Con escasos 12 años estuvo a punto de hacer su debut pero no se dio sino hasta el 2016 cuando Daniel se convierte en el futbolista más joven en debutar con en el Tigres Fútbol Club con 13 años y 335 días, jugó 10 minutos contra el Atlético Fútbol Club. Por su edad también es el segundo futbolista colombiano más joven en hacer su debut, por 223 días es superado por Radamel Falcao García. Daniel también es el futbolista más joven en anotar gol con en el Tigres Fútbol Club con 14 años y 4 días, el 21 de mayo de 2016 cuando le dio la victoria a su equipo 1-0 contra el Itagüí Leones.

## Clubes
| Club                   | País     | Año           |
| ---------------------- | -------- | ------------- |
| Tigres Fútbol Club     | Colombia | 2016-2019     |
| Independiente Medellín | Colombia | 2020-presente |

## Estadísticas
| Club               | Div.       | Temporada  | Liga  | Liga  | Copa Nacional | Copa Nacional | Copa Internacional | Copa Internacional | Total | Total |
| Club               | Div.       | Temporada  | Part. | Goles | Part.         | Goles         | Part.              | Goles              | Part. | Goles |
| ------------------ | ---------- | ---------- | ----- | ----- | ------------- | ------------- | ------------------ | ------------------ | ----- | ----- |
| Tigres Fútbol Club | 2.ª        | 2016       | 16    | 2     | 0             | 0             | -                  | -                  | 16    | 2     |
| Tigres Fútbol Club | 1.ª        | 2017       | 2     | 0     | 4             | 0             | -                  | -                  | 6     | 0     |
| Tigres Fútbol Club | 2.ª        | 2018       | 11    | 1     | 0             | 0             | -                  | -                  | 11    | 1     |
| Tigres Fútbol Club | 2.ª        | 2019       | 9     | 0     | 2             | 1             | -                  | -                  | 11    | 1     |
| Tigres Fútbol Club | Total club | Total club | 38    | 3     | 6             | 1             | -                  | -                  | 44    | 4     |

## Palmarés
- Ascenso a Primera División 2016 con Tigres.